# Клелия (кривая)

Клелия при

Проекции клелий на экваториальную плоскость при различных Части кривых на тыльной стороне сферы изображены пунктирными линиями.

Кле́лия — пространственная геометрическая фигура: кривая на сфере, задаваемая в сферических координатах уравнением
{\displaystyle \varphi =c\,\theta ,}
где переменные {\displaystyle \varphi } и {\displaystyle \theta } — соответственно азимутальный и зенитный углы, {\displaystyle c>0} — некоторая константа.
Клелии были впервые описаны итальянским математиком Гвидо Гранди во второй части работы «Геометрические цветы» («Flores geometrici», 1728) и названы им в честь современницы, математика Клелии Борромео.
Проекции клелий на экваториальную плоскость {\displaystyle \theta =\pi /2} являются розами — плоскими кривыми, также открытыми Гранди и описанными им в первой части той же работы.
Запишем уравнение клелии в виде {\displaystyle \theta ={\frac {\varphi }{c}}} и возьмём от обеих частей синус: {\displaystyle \sin \theta =\sin {\frac {\varphi }{c}}.}
Перейдём к цилиндрическим координатам: с учётом {\displaystyle \rho =r\sin \theta } уравнение кривой можно записать как {\displaystyle {\frac {\rho }{r}}=\sin {\frac {\varphi }{c}}.}
Величина {\displaystyle r} на сфере постоянна; обозначим её {\displaystyle r=a.} Обозначим {\displaystyle {\frac {1}{c}}=k.} Обе константы положительны.
Получаем {\displaystyle \rho =a\sin k\varphi } — уравнение розы в полярных координатах.
На практике форму клелий имеют круговые полярные орбиты спутников. При этом константа {\displaystyle c} равна отношению периода обращения спутника к периоду осевого вращения центрального тела.
Частным случаем клелии, при {\displaystyle c=1,} является кривая Вивиани. Она соответствует синхронной орбите.
Всякая клелия проходит через северный {\displaystyle \left(\theta =0\right)} и южный {\displaystyle \left(\theta =\pi \right)} полюса сферы. При рациональном {\displaystyle c} кривая замкнута и имеет конечную длину, при иррациональном — не замкнута и её длина бесконечна.

## Ссылки

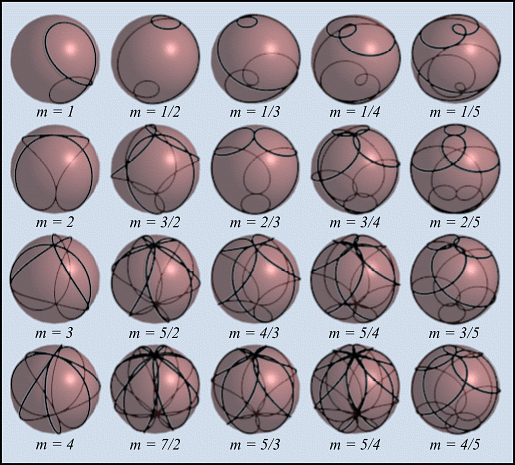
Клелии. На рисунках